# 台灣國際研究學會
台灣國際研究學會（Taiwan International Studies Association），簡稱TISA，是臺灣的國際研究學者於2004年5月16日成立的學術團體，標榜宗旨為「結合認同臺灣主權獨立、關心臺灣國家未來發展之相關領域學者、研究生與社會人士之力，研究國際性議題，同時作為臺灣與國外相關團體連結、溝通的管道及平臺」。

## 歷史

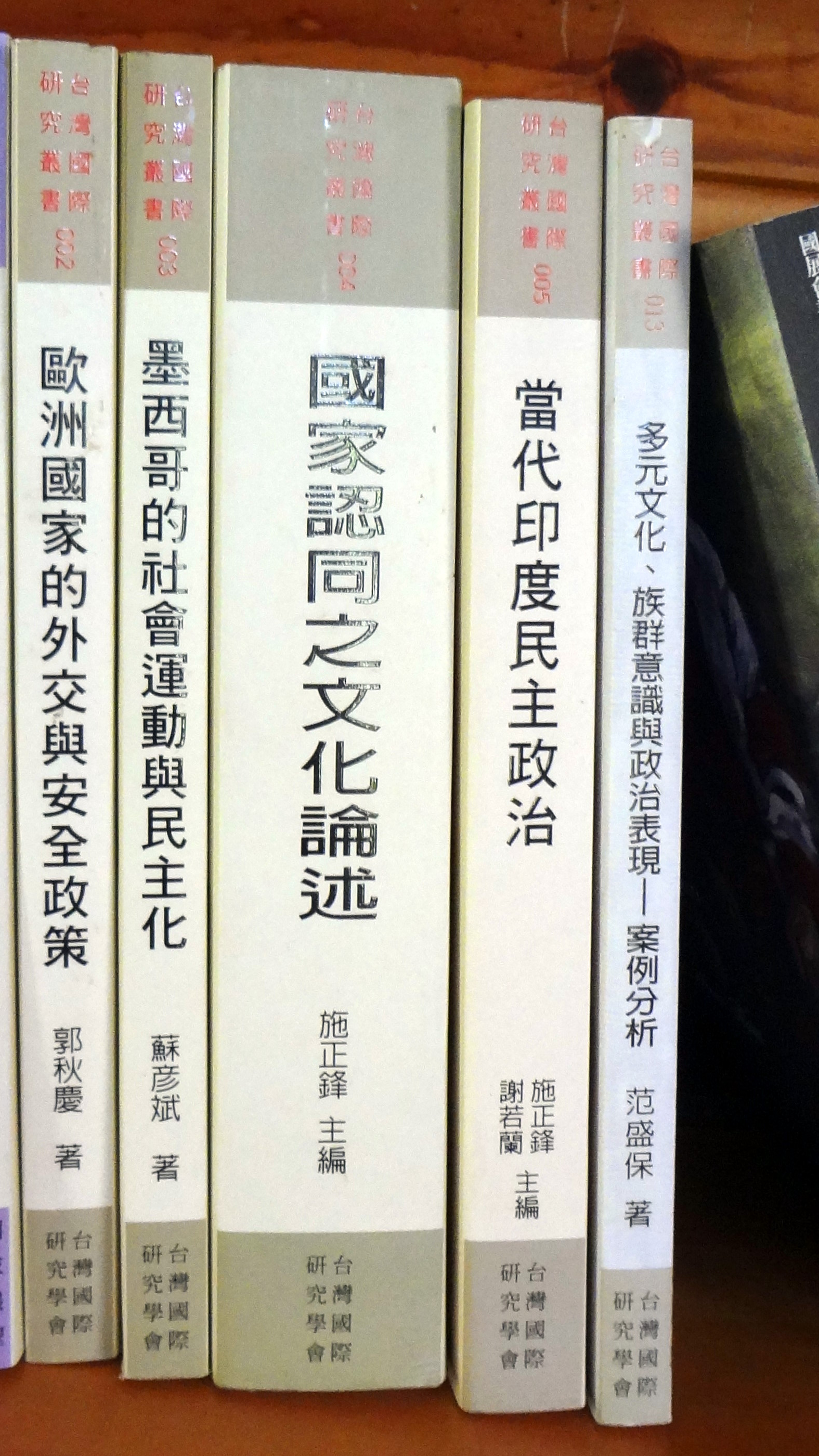
台灣國際研究學會《台灣國際研究叢書》部分書籍

2004年5月16日，台灣國際研究學會成立大會，選出第一屆理事長許世楷、第一屆副理事長莊錦農、第一屆秘書長施正鋒、第一屆副秘書長紀舜傑，許世楷與台灣國際法學會理事長陳隆志在成立大會致詞；許世楷致詞時說，國際政治、國際關係與國際研究都是同系統的學問，國際研究範圍最廣，因此定名「台灣國際研究學會」，讓參與者更能自由研究發揮。
2004年11月20日，由中華民國副總統呂秀蓮主導的「GO GO GO聯合辦公室」成立，標榜由理念相同的民間團體合署辦公，成立時合署辦公的團體包括國家展望文教基金會、台灣心會、台灣民主太平洋聯盟促進會、台灣民主太平洋聯盟國際籌備處、台灣戰略研究學會與台灣國際研究學會。
2005年3月，台灣國際研究學會學術期刊《台灣國際研究季刊》創刊（第1卷第1期）。
2010年12月18日，台灣國際研究學會、國家展望文教基金會、台灣戰略研究學會共同主辦「民進黨應如何慎選2012正副總統候選人」座談會。
2020年10月24日，台灣國際戰略學會與台灣國際研究學會於台北福華大飯店聯合主辦「台海安全民調發表會」：民意調查題目「您認為最適合描述『兩岸關係願景』的關鍵字」，認為台海兩岸應該「和平相處」者90.4%，認為台灣應該繼續與中國大陸「對抗衝撞」者只有2.6%，認為台海兩岸發生衝突時美軍會協防台灣者只有55.1%，滿意民主進步黨兩岸政策者只有48.7%。2020年12月13日，台灣國際戰略學會理事長王崑義表示，台灣國際戰略學會被定性為比較偏向泛藍的團體，台灣國際研究學會是完全台派的組織；之所以用「台派」二字定性台灣國際研究學會，主要是該會會員中有些人未必支持台灣獨立運動、也未必支持民進黨的政策，所以雖然成員都是泛綠人士，「獨」與「非獨」的屬性還是有差別。
2021年3月20日，台灣國際戰略學會和台灣國際研究學會聯合主辦「拜登新局與台海安全民調發表會」，問到美國政府捍衛台灣到底是「真誠幫助台灣」還是「想利用台灣」，結果61.1%民眾認為美國想利用台灣，只有21.3%認為美國真誠幫助台灣，兩者差距達3倍；支持台海兩岸應該開啟對話的比率高達77.9%，不支持者只有13.7%；相信中國大陸可能在6年內攻台的民眾只有29.1%，不相信者高達63.3%。

## 歷屆主要幹部
第一屆
- 理事長：許世楷
- 副理事長：莊錦農
- 常務理事：李榮秋、洪茂雄、林健次
- 常務監事：林哲夫
- 秘書長：施正鋒
- 副秘書長：紀舜傑

第二屆
- 理事長：許世楷
- 副理事長：莊錦農
- 常務理事：李榮秋、洪茂雄、林健次
- 常務監事：蔡啟清
- 候補理事：吳密察
- 秘書長：施正鋒
- 副秘書長：謝若蘭

第三屆
- 理事長：莊錦農
- 副理事長：施正鋒
- 常務理事：許世楷、李榮秋、顏建發
- 常務監事：張正修
- 候補理事：黃東治
- 秘書長：謝若蘭

第四屆
- 理事長：莊錦農
- 副理事長：施正鋒
- 常務理事：莊錦農、李榮秋、顏建發、許世楷、施正鋒
- 常務監事：張正修
- 候補理事：李勝雄
- 候補監事：陳延輝
- 秘書長：胡茹萍
- 副秘書長：謝國斌

第五屆
- 理事長：李憲榮
- 副理事長：施正鋒
- 常務理事：李憲榮、施正鋒、莊錦農、許世楷、顏建發
- 常務監事：洪鎌德
- 候補理事：謝若蘭、吳東林、翁明賢
- 候補監事：廖立文
- 秘書長：胡茹萍
- 副秘書長：張學謙

## 外部連結
- 台灣國際研究學會 （页面存档备份，存于）